# クルス (ドッキングシステム)
クルス（ロシア語: Курс、英語: Kurs）はロシアの無線自動ドッキングシステム。NASAの英語による発音に基づいて、日本語では「コーズ」とも表記される。

## 概要
クルスは1985年以前に精密機器研究所（NII TP、露: НИИ Точных Приборов）によって開発され、キエフ無線工場によって製造された。
クルスはイグラシステムの後継であり、ソユーズ宇宙船やプログレス補給船などが宇宙ステーションに自動接近、ドッキングする際に使用される。かつてはミール宇宙ステーションへのドッキングに使用され、現在は国際宇宙ステーション（ISS）へのドッキングに使用されている。日本の宇宙ステーション補給機や、アメリカのスペースシャトルもISSにドッキングするが、いずれもドッキング時には機体の操縦やロボットアームの操作などで人手が必要であり、最後まで完全自動なのはロシアのシステムだけである。
クルスは目標から約150～200キロまでの距離に近づいた地点から始動され、電波を使用して相対位置（距離と接近速度）を把握して自動で接近し、最後は秒速10から35センチで宇宙船先端部の連結器をドッキングポートに差し込む形でドッキングする。
通常は全自動だが、緊急時には乗船している、もしくは宇宙ステーションにいる宇宙飛行士がコマンドによって機体を制御できる。
ただし、この緊急時の制御機能はクルスシステムの機能ではなく、TORUと呼ばれる予備の手動操縦システムの機能である。
1991年のソ連崩壊後、クルスシステムはウクライナの所有となった。製造者であるキエフ無線工場は宇宙ロケット打上げビジネスにおいてロシア連邦宇宙局と競合することになり、国際通貨問題もあってクルスシステムの値をつり上げた。その結果、ロシア連邦宇宙局はクルスシステムの使用を段階的に廃止することを模索している。

## クルスNA
クルスNAは従来のクルスを置き換えるべく開発された。クルスでは5本のアンテナが必要だったのに対して1本で済むようになり、消費電力が低減される。
2012年7月にプログレスM-15M、2013年11月にプログレスM-21Mで新しいクルスNAの試験が行われた。
クルスNAは2015年12月21日に打ち上げられたプログレスMS-01に搭載され、12月23日にISSとのドッキングに成功している。

## ATV
クルスシステムの一部であるロシア製のアンテナが、欧州補給機(ATV)でも独立した冗長系のドッキング監視システムとして採用されている。これは予備として装備したモニタ用システムであるため、ATVの接近・ドッキング時の制御には使用できない。